# Steinbach (Johannesberg)

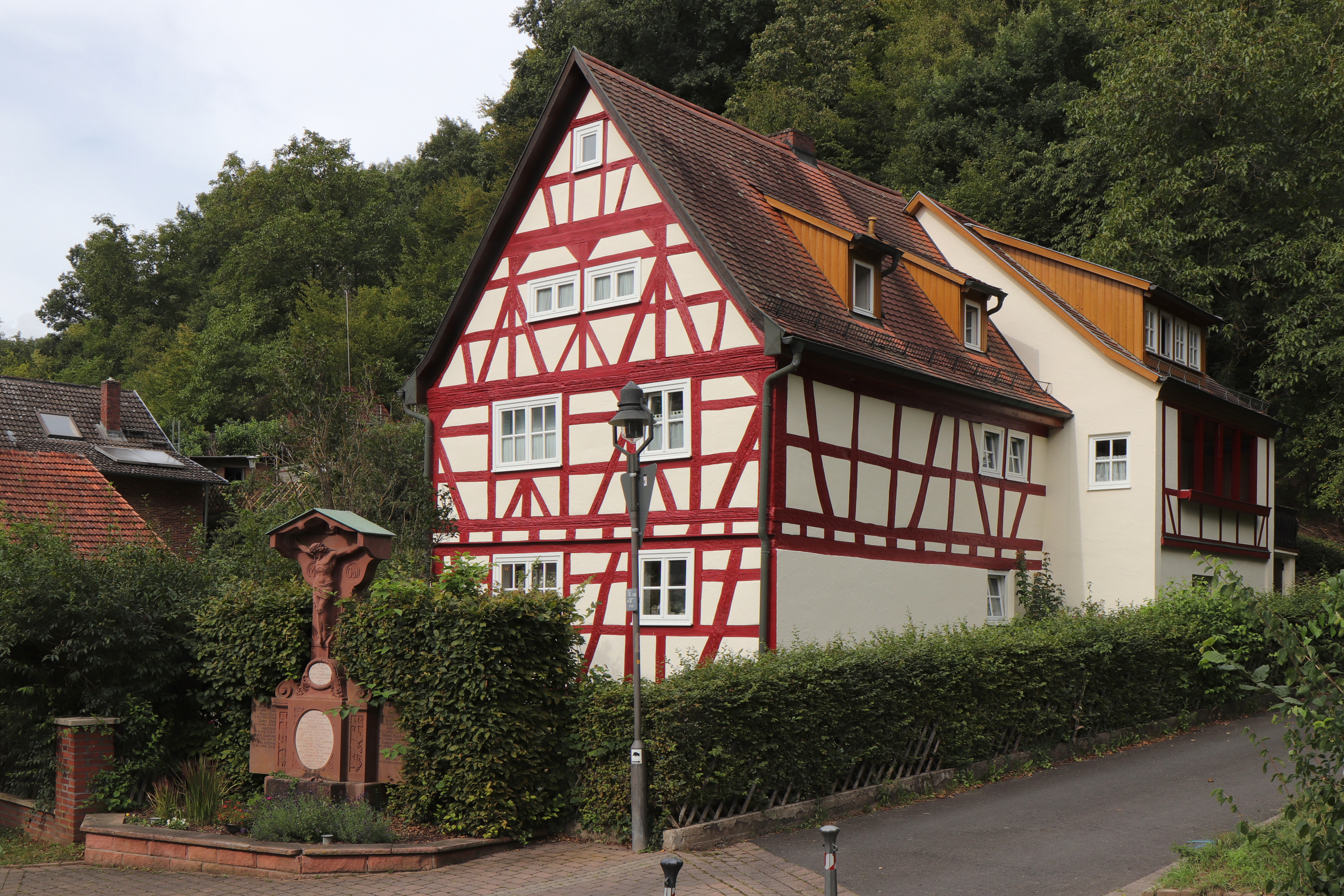
Wohnhaus in Steinbach

Steinbach ([ˈʃtaɪ̯nˌbax] )  ist ein Gemeindeteil der Gemeinde Johannesberg im unterfränkischen Landkreis Aschaffenburg in Bayern.

## Geographie
Das Kirchdorf liegt am gleichnamigen Steinbach. Nachbarorte sind Sternberg, Oberafferbach, Glattbach, Kleinostheim, Mainaschaff sowie die Stadt Aschaffenburg.
Der topographisch höchste Punkt der Dorfgemarkung befindet sich nordwestlich des Ortes mit 327 m ü. NHN, der niedrigste liegt am Steinbach an der Roßbachmündung auf 169 m ü. NHN.
Um Steinbach besser von anderen Ortschaften, die den gleichen Namen tragen, unterscheiden zu können, ergänzte man ihn sprachlich mit dem Zusatz hinter der Sonne, mundartlich Stoamisch hinner de Sunn.

### Nachbargemarkungen
Folgende Gemarkungen grenzen an das Ortsgebiet von Steinbach:
|             | Rückersbach (mit Sternberg)                 | Oberafferbach |
| Mainaschaff | Kompassrose, die auf Nachbargemeinden zeigt |               |
|             | Damm                                        |               |

## Geschichte
In einer in Mainz ausgestellten Urkunde, datiert auf den 22. September 1232, wird eine Holzmühle in Steinbach erwähnt. Am 11. März 1283 wurde Steinbach erstmals durch einen Godelindis im Nekrolog der Stiftskirche St. Peter und Alexander zu Aschaffenburg erwähnt.
Am Ende des alten Reiches gehörte der Ort Steinbach zum Vogteiamt Kaltenberg im Obererzstift des Kurfürstentums Mainz. 1812 war Steinbach schon eine Municipalität mit 46 Feuerstellen und 135 Seelen (Einwohnern). Maire war Jacob Deller; sein Adjunct hieß Adam Lauer. Die Mairie Steinbach gehörte damals zur Districtsmairie Kaltenberg des Departements Aschaffenburg im Großherzogtum Frankfurt. Aus dem ehemaligen Vogteiamt bzw. der Districtsmairie Kaltenberg wurde nach dem Übergang an das Königreich Bayern am 1. Oktober 1814 das Landgericht Kaltenberg und aus dem Ort Steinbach wurde mit dem Gemeindeedikt vom 17. Mai 1818 die Landgemeinde Steinbach. Mit den allerhöchsten Entschließungen vom 30. Juni 1828 und vom 8. und 14. Januar 1829 wurde das Landgericht Kaltenberg aufgelöst und die Gemeinde Steinbach dem Landgericht Aschaffenburg zugewiesen.
Im statistisch-topographischen Handbuch für den Unter-Mainkreis des Jahres 1830 wird Steinbach als Filiale der Johannesberger Schule und Kirche und mit dem damals gebräuchlichen „hinter der Sonne“ genannt. Erläutert wird dies mit dem Hinweis, Steinbach liege in einem so engen und tiefen Tal, dass sich dort die Sonne nur für kurze Zeit zeige.
Am 1. Juli 1862 wurde aus dem Landgericht Aschaffenburg das Bezirksamt Aschaffenburg gebildet, auf dessen Verwaltungsgebiet Steinbach lag. 1939 wurde wie überall im Deutschen Reich die Bezeichnung Landkreis eingeführt. Steinbach war nun eine der 33 Gemeinden im Altkreis Aschaffenburg. Dieser schloss sich am 1. Juli 1972 mit dem Landkreis Alzenau in Unterfranken zum neuen Landkreis Aschaffenburg zusammen.
1877 wurde die Schule erbaut und am 23. September 1951 die Kirche durch Bischof Julius Döpfner und Pfarrer Heinrich Geysa eingeweiht. Am 1. Januar 1978 wurde die bislang selbstständige Gemeinde Steinbach im Zuge der Gebietsreform in Bayern in Johannesberg eingemeindet, obwohl sich die Mehrheit der Steinbacher Einwohner in einer Abstimmung für eine Eingemeindung nach Aschaffenburg ausgesprochen hatte.

## Bürgermeister von Steinbach
Von 1800 bis 1818 übte Jacob Deller die Funktion des Bürgermeisters aus; die Amtsbezeichnung lautete damals Maire bzw. Ortsvorsteher. Danach sind die Daten unvollständig: Im Jahr 1825 wurde ein Fecher als Bürgermeister erwähnt, im Jahr 1833 ein J. G. Jucker. Ab 1855 ist die Bürgermeisterfolge lückenlos nachvollziehbar. Georg Geis war bis 1876 im Amt. Auf ihn folgte Bürgermeister Herzog im Jahr 1877, ebenfalls 1877 trat ein gewisser Junker die Nachfolge von Herzog an. Dieser war bis 1882 im Amt, auf ihn folgten Valentin Kunkel (1882–1911), Heinrich Geis (1912–1918), Sauer (1918–1919), Jacob Freund (1919–1924), Kunkel (1925–1926), Johann Kehrer (1926), Simon Glaser (1926–1945) und August Kunkel (1945–1965). Als letzter Bürgermeister fungierte Johann Sauer, bis 1978 die Eingemeindung in Johannesberg stattfand.

## Vereine
- Freiwillige Feuerwehr Steinbach
- Liedertafel Steinbach
- SV Steinbach 1972 e. V.